# Cuapa
Cuapa o simplemente San Francisco de Cuapa es un municipio del departamento de Chontales en la República de Nicaragua.

## Toponimia
La palabra Cuapa proviene de la lengua antigua náhuatl o nahoa, lengua conocida por la mayoría de las tribus y civilizaciones antiguas mexicanas, el cual se extendió por todo Mesoamérica.  
Cuapa se compone de dos partes: Cua - Pa, derivadas de Coatl - Pan. "Coatl" significa Serpiente y "Pan" se traduce por "Encima o Sobre". Por tanto, el nombre etimológico de Cuapa, sería, "Encima de la Serpiente", y este a su vez, vendría siendo un nombre profético, al vincular a la Virgen de Concepción, con la serpiente maldita que esta aplasta sobre sus pies, tal y como se menciona en la biblia.

## Geografía
El término municipal limita al norte con el municipio de Camoapa, al sur con el municipio de Juigalpa, al este con el municipio de La Libertad, y al oeste el municipio de Comalapa. La cabecera municipal está ubicada a 152 kilómetros de la capital de Managua.
El territorio se caracteriza por tener una zona donde predomina la topografía quebrada a ondulado, las elevaciones más importantes son: Cerro Matayagual (958 m s. n. m.), Monte Cristo (920 m s. n. m.), La Victoria (891 m s. n. m.), Buena Vista (872 m s. n. m.), Las Cuchillas (865 m s. n. m.),  Matayagual (858 m s. n. m.), Tumbé (818 m s. n. m.) y Oluma (760 m s. n. m.), constituyendo una cadena que tiende a separar entre la parte seca hacia el sur oeste y húmeda hacia el noreste del municipio, formando de esta manera dos cuencas bien pronunciadas en las mismas direcciones.

## Historia
El pensamiento independentista de Cuapa nace inicialmente como un lugar de tránsito y de negocios entre el Pacífico, Boaco y Zelaya Central, siendo la actividad más fuerte desde ese entonces la ganadería, que se trasladaba por los llanos de Malacatoya hasta Granada.
Entre los primeros pobladores se mencionan, Don Jacinto Suárez, Asunción Palma, Pío Álvarez, Pantaleón López, Balbina Hernández, Santiago Taisigue y Blas Álvarez, entre otros. Este valle que poco a poco se fue poblando, pasa a ser parte de Juigalpa, dentro de sus ciudadanos nace un pionero con espíritu de independencia y progreso que lleva el nombre de Lorenzo Marín Álvarez. Este digno hijo de Cuapa, inicia cediendo parte de su propiedad para que sea ocupada para los servicios públicos como agua potable, escuelas, puestos de salud; adquiere una planta eléctrica para brindar el servicio de energía eléctrica, inicia la formación de barrios enteros mediante el regalo de solares a muchas personas desprotegidas y dentro de su astucia, ofreció terrenos para que se construyera lo que hoy es el Liceo Agrícola que se encuentra en la ciudad de Juigalpa, cabecera del departamento de Chontales.
Su visión trasciende la gestión ante la municipalidad inmediata, e inicia nuevos contactos con los poderes del estado del gobierno de turno para que se le brinde el estatus de municipio al valle de Cuapa en el año de 1963, teniendo resultados negativos basados en promesas que nunca le fueron cumplidas.
Aun anciano, el Señor Marín pensaba que Cuapa saldría adelante social y económicamente hasta que se independizara de Juigalpa y pasara a ser un municipio más del país con todos sus derechos y prerrogativas que la ley le confiere. Este pensamiento fue mantenido hasta el último día de su muerte.
El municipio fue fundado en 30 de julio de 1997.

## Demografía
Cuapa tiene una población actual de 11,422 habitantes. De la población total, el 48.1% son hombres y el 51.9% son mujeres. Casi el 47.5% de la población vive en la zona urbana.

## Naturaleza y clima
Cuenta con siete zonas de vida diferentes, que van desde bosque subtropical muy húmedo con temperaturas menores a 22 °C y precipitaciones de 2000 – 3000 mm anuales, al noreste; hasta bosque subtropical cálido húmedo, con temperaturas de 25 a 27 °C y precipitaciones de 1300 – 1800 mm anuales, hacia el sur oeste del territorio.

## Localidades
Existen un total de 20 comarcas: Cuapa (cabecera del municipio), Llano Grande, Chavarría, El Pintor, El Zancudo, San Luis, El Silencio, La Abundancia, El Venado, Monte Cristo, El Cedral, Cuapita, El Cangrejal, El Tule, Santa Juana, Matayagual, La Montañuela, El Despoblado, El Carmen y el tamarindo. Cuapa funciona como la cabecera, organizada en siete barrios; Las Rosas, Villa Hermosa, El Rodeo, Los Laureles, La Plaza, Buenos Aires, Calle Central y el más nuevo El Edén.

## Economía
La economía del municipio ha girado en torno a la ganadería, que se inició en grandes extensiones de tierra, donde el ganado se criaba de forma silvestre. Los productores se fueron formando una tradición de producir en forma rústica y sin tecnología. La actividad agrícola es destinada a cubrir dos necesidades: el autoconsumo familiar y la crianza de los animales de patio.

## Política
La Alcaldía de Cuapa es el ayuntamiento del municipio, cuya función es dirigir el municipio. Empezó sus funciones en el año 1997 y hoy en día es su organización superior.

## Cultura
La principal festividad religiosa, es la fiesta patronal en honor a San Juan Bautista, que se celebra anualmente el 24 de junio.
La segunda actividad religiosa, y sin lugar a duda la más grande del municipio, es el culto que se realiza a la sagrada Virgen de Cuapa, en el lugar de las Apariciones, lugar, que atrae a visitantes de todo el país y partes del mundo.

## Atractivos

### Atractivos turísticos
Uno de los principales atractivos, es La Piedra de Cuapa, la cual es escalada por muchos aventureros del lugar, y personas distintas al municipio, estos se arriesgan por la atracción imponente de este enorme monolito.
El "Santuario de la Virgen de Cuapa", es quizá  uno de los sitios más hermosos y simbólicos  del municipio, lleno de gran fervor mariano e historia religiosa. 
Claro está, que la belleza del municipio, no sólo se reduce a esto, también existen otros lugares llenos de cultura y belleza natural, como lo es el lugar de la "La Mica", en donde se encuentran grabados en piedras (petroglifos) echos por personas indígenas del municipio en tiempos pasados. 
Sin duda, se omiten muchos sitios que ofrece Cuapa como un exponente turístico, puesto que los tres lugares antes mencionados, determinan en resumen, el tesoro principal del municipio.